# Oplichting
Oplichting is een vorm van bedrog, een misdrijf waarbij de dader een ander ontdoet van geld of van waardevolle goederen, zoals  beschreven in artikel 326 van het Nederlandse Wetboek van Strafrecht. In België wordt oplichting gestraft overeenkomstig artikel 496 in het Strafwetboek.

## Strafrecht en civiel recht
Oplichting is een strafbaar feit, een handeling die strafrechtelijk vervolgd kan worden. Daarnaast kent het civiele recht mogelijkheden om rechtshandelingen als bijvoorbeeld betalingen, die middels dwaling, misbruik van omstandigheden of bedrog tot stand gekomen zijn te vernietigen.
Oplichting valt juridisch te onderscheiden van misbruik van vertrouwen. Bij oplichting doet de fraus (het bedrog) zich eerst voor en wordt daarna pas het goed verkregen. Bij misbruik van vertrouwen wordt eerst het goed verkregen, waarna het bedrog gepleegd wordt.

## Oplichter en slachtoffer

### Profiel van mogelijke slachtoffers
Een oplichter kan gebruikmaken van  menselijke zwakheden als ijdelheid, oneerlijkheid, slordigheid, goedgelovigheid of hebzucht, maar ook van eigenschappen als eerlijkheid, medelijden, onwetendheid, eenzaamheid of verliefdheid. Ook maakt een oplichter vaak gebruik van 'zwakke plekken' in een organisatie, bijvoorbeeld gebrekkige controle. 
Creatieve personen met minder zakelijke kwaliteiten, die zakelijk gerelateerde werkzaamheden uitbesteden, zijn een dankbaar doelwit voor een oplichter. 

### Profiel en werkwijze oplichter
Een oplichter kan gebruikmaken van allerlei vermommingen, in de echte en virtuele wereld, zoals valse identificatie, het hacken van andermans email- of socialemedia-account, of het zelf aanmaken van een fictief account of fictieve website, en uiteraard een overtuigend, uit de duim gezogen verhaal.
Intelligentie heeft hier vrijwel niets mee te maken. Twijfel wordt door de oplichter weggewuifd en door het slachtoffer zelf achteraf weggeredeneerd. Sommige slachtoffers blijven geloven in de droom die hen door de oplichter is voorgespiegeld, ook tegen beter weten in. 
Soms gelooft zelfs de oplichter (ten dele) in zijn eigen verhalen, zoals bij de geestesziekte pseudologia fantastica. Charles Ponzi geloofde bijvoorbeeld dat zijn ponzifraude slechts een tijdelijke oplossing was, en dat hij uiteindelijk met een mega-investering al het geld voor zijn investeerders zou terugverdienen. Veel gezondheidsfraudeurs vergoelijken hun daden op een vergelijkbare manier: 'Eens zal hun revolutionaire behandelmethode aanslaan en zal de medische stand hen erkennen'. Hoewel het de meeste oplichters uiteraard puur om financieel voordeel te doen is, kan een pseudologia fantastica-patiënt extra overtuigend overkomen, juist omdat hij in zijn eigen fantasie gelooft.
De oplichter is meestal sociaal vaardig, heeft zijn plan al van tevoren bedacht, en vaak ook tientallen tot honderden keren uitgevoerd. Mocht het niet lukken dan probeert hij het later simpelweg nog een keer bij een ander. Meestal wordt gebruikgemaakt van snelheid en psychologische druk, zodat het slachtoffer niet de kans krijgt na te denken of adequaat te reageren. Het slachtoffer krijgt deze kans maar een keer in zijn leven, er moet dus direct een beslissing genomen worden. In de meeste oplichtingsplannen is snelheid cruciaal.

### Gebruik van lokvogels
Soms maken oplichters gebruik van "lokvogels": handlangers die zich als "neutrale derden" voordoen, en die het beoogde slachtoffer ervan overtuigen dat deze er echt baat bij heeft met de oplichter in zee te gaan. 
Op bijeenkomsten voor bijvoorbeeld het werven van nieuwe deelnemers voor piramidespelen, kunnen zich handlangers in het publiek bevinden die vertellen 'hoeveel ze verdiend hebben'. Zij zullen weigeraars tot 'losers' bestempelen. Hierbij wordt gebruikgemaakt van massapsychologie: er ontstaat groepsdruk om mee te doen. 
Lokvogels kunnen ook de oplichter helpen door het slachtoffer af te leiden of te isoleren door derden weg te houden, of op de uitkijk te staan voor het geval er politie komt. Lokvogels kunnen voor de neus van het slachtoffer zaken doen met de oplichter, bijvoorbeeld door een spelletje balletje-balletje mee te spelen en te winnen, of een product (een Iphone bijvoorbeeld) te kopen en deze duidelijk zichtbaar uit de verpakking te halen. Wanneer het slachtoffer vervolgens een Iphone koopt, wordt hem een verpakking met een steen erin aangesmeerd. Soms worden jonge kinderen ingezet omdat de meeste mensen een kind minder snel wat zouden weigeren. Deze kinderen worden genadeloos uitgebuit en moeten lange dagen maken.

### Isoleren van beoogd slachtoffer
Een ander drukmiddel is het isoleren van het slachtoffer door hem naar een besloten bijeenkomst, een kroeg, bar of andere gelegenheid te lokken. Hier kan het slachtoffer onder psychologische druk worden gezet of geïntimideerd, met behulp van handlangers. Ook kan men het slachtoffer drogeren of overhalen veel te drinken zodat zijn weerstand wordt verminderd.

### Groepsdruk
Groepsdruk werkt ook via vrienden- en kennissennetwerken. Hierin ligt een deel van de kracht van het piramidespel: de deelnemer wordt er door een kennis, (goede) vriend of familielid bij betrokken. Als die goede vriend ook meedoet, wordt sneller verondersteld dat het wel goed zal zitten.

## Opbouw van de truc
Oplichtingstrucs vertonen globaal een geijkte structuur, hoewel de tijdsduur en uitvoeringswijze verschilt. De tijdsduur van een fase of de gehele truc kan variëren van minuten tot enkele jaren. Fasen lopen vaak vloeiend in elkaar over of vallen samen.
- Voorbereiding: Oplichtingstrucs worden zelden geïmproviseerd en vrijwel altijd voorbereid.
- Contact: Het slachtoffer wordt geselecteerd en het contact met het slachtoffer wordt gelegd.
- De inleiding: De belangstelling van het slachtoffer wordt met een gefingeerd verhaal gewekt.
- Het lokaas: Vaak wordt een lokkertje voorgehouden, bijvoorbeeld een gratis of goedkoop product of dienst, een geldbedrag, of iets anders. Soms wordt dit ondersteund door een demonstratie of door handlangers teneinde het slachtoffer te overtuigen.
- De verrassing: Het slachtoffer wordt door een plotselinge wijziging van omstandigheden verrast en uit het lood geslagen. Dit is het moment waarop de truc slaagt of faalt, afhankelijk van de reactie van het slachtoffer.
- Inpakken en wegwezen: De oplichter stelt zijn buit veilig en/of verdwijnt.

Er bestaat een enorme variatie aan oplichtingstrucs die over het algemeen bovenstaand stappenplan volgen. Deze trucs kunnen variëren van simpele straat- en babbeltrucs waarbij toeristen voor enkele euro's worden opgelicht, tot gecompliceerde fraudeprojecten waarbij de buit tientallen tot honderden miljoenen kan bedragen. De trucs kunnen bovendien inspelen op de actualiteit, bijvoorbeeld een geldbedrag vragen voor een niet-werkend miningprogramma voor bitcoins, een nepcollectie voor slachtoffers van de Syrische Burgeroorlog, of in verband met de COVID-19-lockdown verstrekte voedselpakketten die nooit worden geleverd.

### Phishing, pharming en spoofing
Ook gaan de trucs met hun tijd mee: internet heeft geleid tot nieuwe oplichtingstrucs en nieuwe digitale variaties op bestaande trucs. Er kan een valse website worden gebruikt, valse email, valse whatsapp afzenders, namaak-apps, of er wordt gebeld vanaf een vervalst nummer dat in het beeldscherm wordt getoond als een bestaand nummer uit de contactenlijst. Een digitale vermomming wordt spoofing genoemd, trucs om persoonlijke gegevens te ontfutselen heet phishing. Bij de voorbereiding van online oplichting kunnen datasets worden gekocht van data-verzamelbedrijven en profielen worden samengesteld van mogelijke slachtoffers. Het kost veel minder tijd en geld een digitale winkel na te bouwen dan in het echt en er is minder (criminele) deskundigheid nodig omdat veel is voorgeprogrammeerd. Ook kan door middel van nepwebsites persoonlijke informatie worden ´geoogst´, dit proces heet pharming, of men misbruikt foto's en andere informatie die al op internet te vinden is.

## Bekende affaires van bewezen  oplichting

### Internationaal
- Frank William Abagnale jr. - veelvoudig vervalser van cheques in de VS en Europa. Zijn leven werd verfilmd in Catch Me If You Can (2002) door Steven Spielberg.
- Graaf Victor Lustig - verkocht machines die biljetten van 100 dollar zouden printen, maar in werkelijkheid slechts enkele bankbiljetten uitspuugden die Lustig er van tevoren in had gestopt. Klanten betaalden grif duizenden dollars voor het 'wonderapparaat'. In 1925 verkocht hij de Eiffeltoren voor een miljoenenbedrag, maar hij werd bij de tweede verkooppoging gearresteerd.
- Charles Ponzi - lichtte duizenden mensen op met zijn "piramidespelen"
- Delmart Vreeland

### Nederland
- Willem Pince van der Aa - verkocht waardeloze familiestambomen in diverse landen
- Han van Meegeren - meestervervalser van schilderijen van onder meer Johannes Vermeer
- Ari Olivier alias "Heer Olivier" - wordt verantwoordelijk geacht voor oplichting voor een totaal bedrag van circa € 450 miljoen

### België
- Daisy Ragole - vaak de succesvolste fraudeur en oplichter van België genoemd
- Jean-Pierre Van Rossem - vergaarde een kapitaal met 'Moneytron', een bedrijf dat een systeem had waarmee men beurskoersen zou kunnen voorspellen
- William Vandergucht - lichtte een verzekeringsmaatschappij en een bank op en verdween vervolgens spoorloos met 75 miljoen Belgische frank

## Wetgeving in Nederland
| Nederlandse Wet           | Nederlandse Wet    | Nederlandse Wet |
| ------------------------- | ------------------ | --- |
| Wet(boek): Strafrecht     | Artikel: 326 lid 1 | Omschrijving: Hij die, met het oogmerk om zich of een ander wederrechtelijk te bevoordelen, hetzij door het aannemen van een valse naam of van een valse hoedanigheid, hetzij door listige kunstgrepen, hetzij door een samenweefsel van verdichtsels, iemand beweegt tot de afgifte van enig goed, tot het verlenen van een dienst, tot het ter beschikking stellen van gegevens, tot het aangaan van een schuld of tot het teniet doen van een inschuld, wordt, als schuldig aan oplichting, gestraft met gevangenisstraf van ten hoogste vier jaren of geldboete van de vijfde categorie. |
| Wet(boek): Strafrecht BES | Artikel: 339 lid 1 | Omschrijving: Hij die, met het oogmerk om zich of een ander wederrechtelijk te bevoordeelen, hetzij door het aannemen van een valsche naam of van een valsche hoedanigheid, hetzij door listige kunstgrepen, hetzij door een samenweefsel van verdichtsels, iemand beweegt tot de afgifte van eenig goed of tot het aangaan van eene schuld of het tenietdoen van eene inschuld, wordt, als schuldig aan oplichting, gestraft met gevangenisstraf van ten hoogste drie jaren. |

## Belgisch recht
Oplichting wordt in België strafbaar gesteld door artikel 496 Strafwetboek, waarvan het eerste lid luidt als volgt:
Hij die, met het oogmerk om zich een zaak toe te eigenen die aan een ander toebehoort, zich gelden, roerende goederen, verbintenissen, kwijtingen, schuldbevrijdingen doet afgeven of leveren, hetzij door het gebruik maken van valse namen of valse hoedanigheden, hetzij door het aanwenden van listige kunstgrepen om te doen geloven aan het bestaan van valse ondernemingen, van een denkbeeldige macht of van een denkbeeldig krediet, om een goede afloop, een ongeval of enige andere hersenschimmige gebeurtenis te doen verwachten of te doen vrezen of om op andere wijze misbruik te maken van het vertrouwen of van de lichtgelovigheid, wordt gestraft met gevangenisstraf van een maand tot vijf jaar en met geldboete van zesentwintig euro tot drieduizend euro.
Er bestaan drie constitutieve bestanddelen zodat er sprake is van dit misdrijf:
1. bedrieglijk inzicht: het oogmerk om zich een aan een ander toebehorende zaak toe te eigenen;
2. de aflevering of afgifte: elke zaak die tot een ander toebehoort, met uitzondering van onroerende goederen en de levering van diensten, kan het voorwerp uitmaken van oplichting; en
3. het gebruik van bepaalde listgrepen die determinerend zijn om zich de zaak te doen afgeven: een valse naam, hoedanigheid, of listige kunstgrepen.